# Luciola picticollis
Luciola picticollis is een keversoort uit de familie glimwormen (Lampyridae). De wetenschappelijke naam van de soort is voor het eerst geldig gepubliceerd in 1874 door Kiesenwetter.